# Cosmophyga aliculata
Cosmophyga aliculata är en fjärilsart som beskrevs av Felder 1875. Cosmophyga aliculata ingår i släktet Cosmophyga och familjen mätare. Inga underarter finns listade i Catalogue of Life.